# 安吉小鲵
安吉小鲵（学名：Hynobius amjiensis）为小鲵科小鲵属的两栖动物，是中国的特有物种。分布于浙江等地，多栖息于山顶峡谷间的沼泽地内。其生存的海拔下限为1300米。该物种的模式产地在浙江安吉龙王山。安吉小鲵被国际自然保护联盟IUCN定为严重濒危物种。